# Nash-Nunatak
Der Nash-Nunatak ist ein kleiner Nunatak im ostantarktischen Enderbyland. Er ragt 16 km ostnordöstlich der Crosby-Nunatakker auf.
Das Antarctic Names Committee of Australia benannte ihn nach Robert A. Nash, Wetterbeobachter auf der Mawson-Station 1975, der 1976 im Rahmen der Australian National Antarctic Research Expeditions an der Erkundung des Enderbylands beteiligt war.